# Pseudognaptodon
Pseudognaptodon is een geslacht van insecten uit de orde vliesvleugeligen (Hymenoptera) en de familie schildwespen (Braconidae).

## Soorten
Deze lijst van 27 stuks is mogelijk niet compleet.
- P. attenuatus Williams, 2004
- P. brevis Williams, 2004
- P. carinatus

Pseudognaptodon carinatus (Cirelli & Penteado-Dias) Cirelli & Penteado-Dias, 2002
Pseudognaptodon carinatus (Williams) Williams, 2004
- P. conjunctus Williams, 2004
- P. curticauda Fischer, 1965
- P. descalvadensis Cirelli & Penteado-Dias, 2002
- P. gibsoni Williams, 2004
- P. gouleti Williams, 2004
- P. hemicolor Williams, 2004
- P. icima Braga & Penteado-Dias, 2002
- P. labrus Williams, 2004
- P. langori Williams, 2004
- P. minimus Williams, 2004
- P. minutus (Ashmead, 1894)
- P. murupe Braga & Penteado-Dias, 2002
- P. nitidus Williams, 2004

- P. ocellatus Williams, 2004
- P. omissus Fischer, 1965
- P. ruficeps Belokobylskij, 1993
- P. rugulosus Cirelli & Penteado-Dias, 2002
- P. shawi Williams, 2004
- P. striatus

Pseudognaptodon striatus (Braga & Penteado-Dias) Braga & Penteado-Dias, 2002
Pseudognaptodon striatus (Williams) Williams, 2004
- P. taua Cirelli & Penteado-Dias, 2002
- P. trilateralis Braga & Penteado-Dias, 2002
- P. whartoni Williams, 2004
- P. whitfieldi Williams, 2004
- P. xanthus Williams, 2004